# Trichomycterus ramosus
Trichomycterus ramosus är en fiskart som beskrevs av Fernández 2000. Trichomycterus ramosus ingår i släktet Trichomycterus och familjen Trichomycteridae. Inga underarter finns listade i Catalogue of Life.